# Handymax

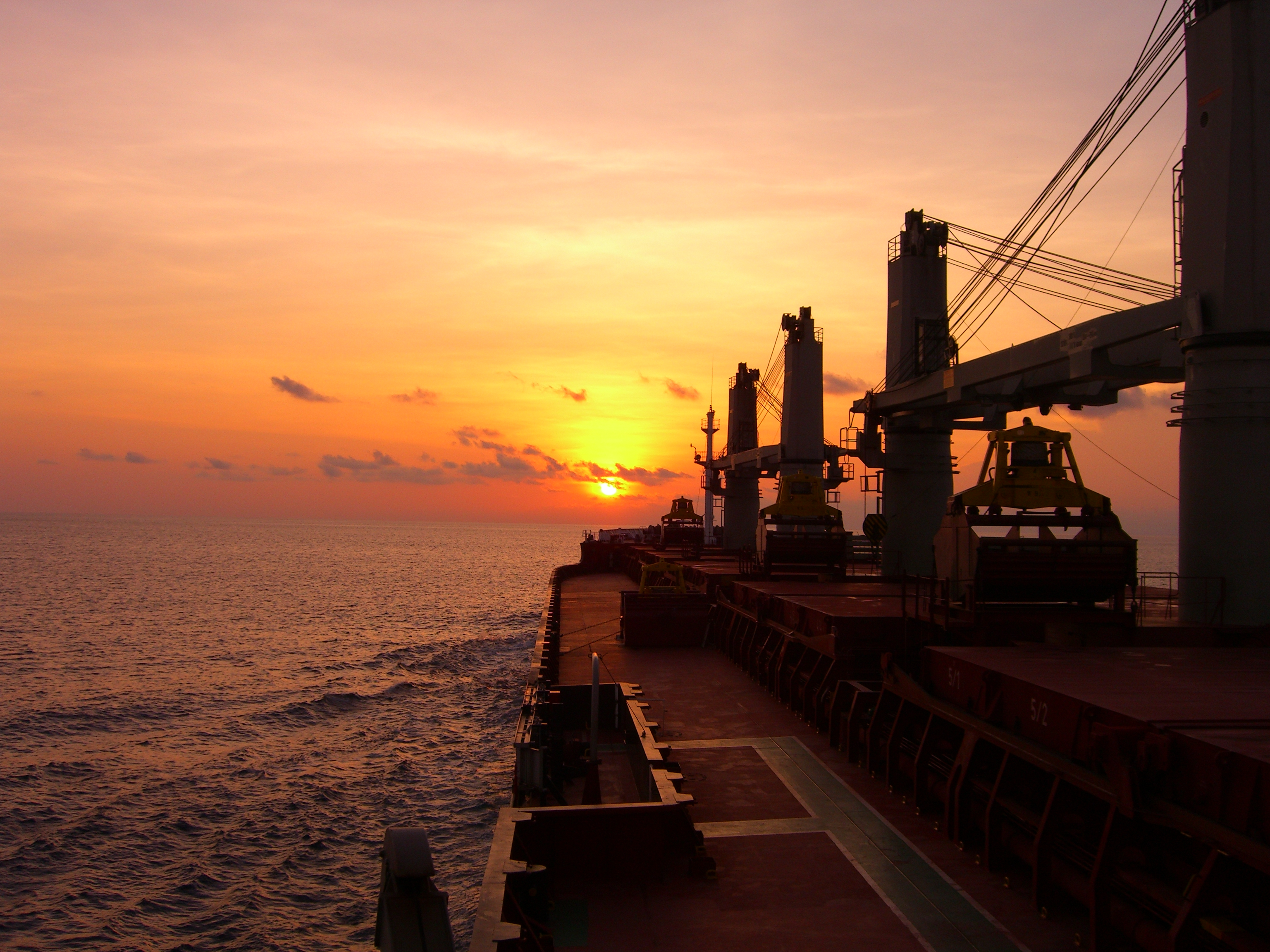
Балкер Handymax "Орієнтор 2"

Handymax і Supramax — терміни військово-морської архітектури для більших балкерів класу Handysize. Клас Handysize складається з Supramax (від 50 000 до 60 000 DWT), Handymax (40 000 до 50 000 DWT) і Handy (<40 000 DWT). Судна використовуються для менш об'ємних вантажів, і в різних трюмах можна перевозити різні вантажі. Більші потужності для сухих вантажів включають Panamax, Capesize і Very Large Ore Carriers і Chinamax.
Корабель Handymax зазвичай становить 150–200 метрів у довжину, хоча певні обмеження на балкерних терміналах, наприклад, у Японії, означають, що багато кораблів handymax трохи менше ніж 190 метрів загальної довжини. Сучасні конструкції handymax і supramax зазвичай типово 52 000 58,000 t DWT розмір, п’ять вантажних трюмів і чотири крани з робочим навантаженням близько 30 тонн, що полегшує використання в портах з обмеженою інфраструктурою. Середня швидкість залежить від розміру та віку.
Вартість будівництва handymax залежить від законів попиту та пропозиції. На початку 2007 року вартість будівництва handymax становила близько 20 мільйонів доларів. У міру зростання світової економіки вартість подвоїлася до понад 40 мільйонів доларів, оскільки попит на судна будь-якого розміру перевищив доступну потужність корабельні. Після глобальної економічної кризи у 2009 році вартість впала до 20 мільйонів доларів. Станом на 2018 рік середня ціна становила 23 мільйони фунтів.